# شبکه خصوصی
شبکه خصوصی

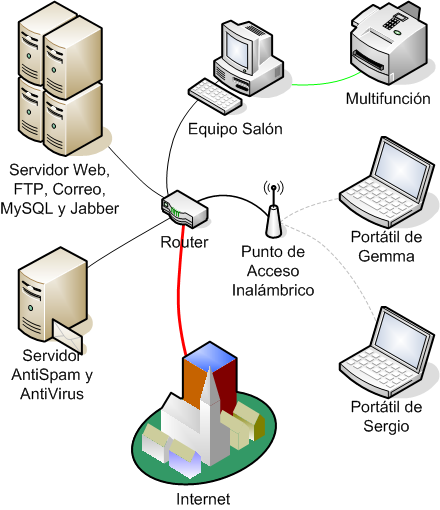
شبکه قرمز

در معماری آدرس دهی اینترنت، شبکه خصوصی شبکه‌ای است که از آدرس‌های IP خصوصی استفاده می‌کند که در RFC1918 و RFC4193 آمده‌است. این آدرس‌ها عموماً برای شبکه‌های محلی خانگی، اداری و شرکتی زمانی که آدرس‌های جهانی قانونی نیستند یا برای برنامه‌های مخصوص شبکه در دسترس نمی‌باشند استفاده می‌شود. تحت IPV4 آدرس IP خصوصی در اصل در تلاش برای به تأخیر انداختن پر شدن IPV4 تعریف شدند اما همچنان یکی از ویژگی‌های IPV6 هم هستند. این آدرس‌ها به عنوان خصوصی بخش‌بندی می‌شوند زیرا آن‌ها به صورت جهانی تعیین نشده‌اند؛ یعنی این که آن‌ها به هیچ سازمان خاصی اختصاص ندارند و بسته‌هایی که با آن‌ها آدرس دهی شده‌اند نمی‌توانند به اینترنت راه یابند. هر کس می‌تواند بدون این که از یک سازمان ثبت اینترنت منطقه‌ای مجوز بگیرد از آن‌ها استفاده کند. اگر یک همچنین شبکه‌ای نیاز به وصل شدن به اینترنت داشته باشد. باید یا از NAT یا از یک سرور بروکس استفاده کند.

## فضاهای آدرس IPV4 خصوصی (V4-Public)
سازمان IETF سازمان تخصیص شماره‌های اینترنت را راهنمایی کرده‌است تا IPهای زیر را برای شبکه‌های خصوصی همان‌طور که در RFC1918 آمده‌است رزرو کند. آدرس بندی باکلاس به صورت مطلق و انعطاف‌ناپذیر است و از زمان پیاده‌سازی مسیریابی بین منطقه‌ای بدون کلاس (CIDR) استفاده نشده‌است.

برای مثال در حالی که ۸/۰. ۰. ۰. ۰٫۱ یک کلاس تک A بود الان به شبک‌های کوچکتر ۱۱۶ و ۱۲۴ تقسیم می‌شود. در آوریل ۲۰۱۲، IANA باز، آدرس ۱۰۰٫۶۴٫۰٫۰/۱۰ را برای استفاده در سناریوهای حامل NAT در RFC6598 تخصیص داد.

## آدرس‌های IPV6 خصوصی (V6-Public)
مفهوم شبکه‌های خصوصی و رزرو کردن آدرس خاص برای چنین شبکه‌هایی به محصول بعدی IP یعنی IPV6 هم منتقل شده‌است، بلوک آدرس fcoo::0/7 به‌وسیلهٔ INAN همان‌طور که در RFCI+193 توضیح داده شده رزرو شده‌است.

این آدرس‌ها آدرس‌های محلی تک نامیده می‌شوند(ULA) آن‌ها به عنوان unicast تعریف می‌شوند و شامل یک شماره ۴۰ بیتی رندوم برای جلوگیری از تصادم در موردی که دو شبکه خصوصی به هم وصل شده‌اند می‌باشند. برخلاف این که ذاتاً به صورت محلی استفاده می‌شوند محدوده IPV6 آدرس‌های محلی تک جهانی است.

یک استاندارد اولیه استفاده از آدرس‌های «site-local» در بازهٔ feco::/10 را در نظر می‌گرفت اما بخاطر نگرانی‌های عمده در مورد مقیاس پذیری و تعریف نه چندان غنی از این که Site چه چیزی را در نظر دارد استفاده از آن از سپتامبر ۲۰۰۴ به‌وسیلهٔ RFC3879 بی‌فایده احساس شده‌است.

## آدرس‌های لینک‌های محلی (Local)
نوع دیگری از شبکه بندی خصوصی از بازهٔ آدرس لینک محلی استفاده می‌کند. اعتبار آدرس‌های لینک محلی به یک Iink محدود می‌شود: برای مثال به تمام کامپیوترهایی که به یک سوئیچ وصل اند یا به یک شبکه وایرلس متصل‌اند. میزبان‌های دو طرف یک پل (bridge) هم بر روی یک لینک هستند در حالی که میزبان‌های در دو طرف یک روتر بر روی لینک‌های متفاوت‌اند.

## IPV4
در IPV4 آدرس‌های لینک محلی در RFC 5735 و RFC 3927 توضیح داده شده‌اند. ابزارهای آن‌ها در تنظیم اتوماتیک خودشان به وسیلهٔ وسایل شبکه وقتی که سرویس‌های DHCP قابل دسترس نیست و تنظیم دستی به وسیلهٔ مدیر شبکه پسندیده نیست.

بلوک ۱۶۰٫۲۵۴٫۰٫۰/۱۶ برای این منظور رزرو شده‌است به جز اولین و آخرین زیر شبکه‌های ۱۲۴. اگر یک میزبان بر روی یک شبکه IEEE802 نتواند یک آدرس شبکه از طریق DHCP را به‌دست‌آورد یک آدرس از ۱۶۹٫۲۵۴٫۲۵۴٫۲۵۵ ممکن است به صورت تصادفی اختصاص داده شود. استاندارد توضیح می‌دهد که تمام آدرس بایستی به خوبی حل شود.

## IPV6
در IPV6 آدرس‌های لینک محلی در RFC4862 شرح داده شده‌است. استفاده از آن‌ها قانونی است و یک بخش جمعی از استاندارد IPV6 است. معماری آدرس دهی IPV6(RFC4291) جوانب بلوک Fe80::/10 را برای تنظیم اتوماتیک آدرس IP تنظیم می‌کند.

## استفاده‌های رایج
رایج‌ترین استفاده از آدرس‌های خصوصی در شبکه‌های شهری است، از آن جایی که بیشتر ISPها فقط یک آدرس IP عمومی قابل مسیریابی به هر مشتری اختصاص می‌دهند اما بسیاری از خانه بیشتر از یک کامپیوتر یا وسایل دیگر متصل به اینترنت دارند مانند تلویزیون در این موقعیت یک درگاه NAT برای اتصال اینترنت به چند میزبان استفاده می‌شود. آدرس‌های خصوصی همچنین در شبکه‌های سازمانی که به دلایل امنیتی به صورت مستقیم به اینترنت وصل نیستند. اغلب یک Proxy، درگاه socks یا وسایل مشابه برای محدود کردن دستیابی به اینترنت برای کاربران شبکه داخلی استفاده می‌شود.

در هر دو مورد، آدرس‌های خصوصی اغلب به عنوان ارتقا دهنده امنیت شبکه برای شبکه‌های داخلی دیده می‌شوند زیرا برای یک میزبان اینترنت وصل شدن مستقیم به یک سیستم داخلی مشکل است.

## مسیریابی اشتباه
برای بسته‌هایی که در فضای آدرس خصوصی تولید می‌شوند اغلب مسیردهی اشتباه به اینترنت اتفاق می‌افتد. شبکه‌های خصوصی اغلب به درستی سرورهای DNS را برای آدرس‌هایی که در داخل استفاده می‌شوند تنظیم نمی‌کنند و تلاش اشتباه برای یافتن این آدرس‌ها باعث ترافیک اضافی به سرورهای ریشه اینترنت می‌شود.

پروژه AS112 تلاش کرد که این بار را به‌وسیلهٔ تدارک دیدن سرورهای نام سیاه چاله‌ای برای بازهٔ آدرس خصوصی که تنها کدهای نتیجه منفی برای این درخواست‌ها را بازمی‌گرداند خنثی کند.

روترهای لبه‌ای سازمانی معمولاً برای بیرون انداختن ترافیک IP مجاز برای این شبکه‌ها تنظیم شده‌اند که می‌توانند یا به‌وسیلهٔ تنظیم اشتباه یا از ترافیک آسیب زا با استفاده از یک آدرس منبع کپی شده رخ دهند.

به ندرت روترهای لبه ISP چنین ترافیک خروجی از مشتری‌ها را دور می‌اندازند که تأثیر بد این میزبان‌های آسیب زا یا به اشتباه تنظیم شده را به اینترنت کاهش می‌دهند.

## ترکیب کردن شبکه‌های خصوصی
از آن جایی که فضای آدرس IPV4 نسبتاً کوچک است بسیاری از شبکه‌های IPV4 خصوصی از یک فضای آدرس یکسان استفاده می‌کنند. این امر یک مشکل رایج در هنگام ترکیب دو شبکه ایجاد می‌کند، که کپی شدن آدرس‌ها بر روی چندین وسیله نام دارد. در این مورد، شبکه‌ها و میزبان‌ها بایستی دوباره شماره گذاری شوند. اغلب یک کار زمان بر است یا یک مترجم آدرس شبکه بایستی بین دو شبکه قرار گیرد تا آدرس‌های یکسان را مخفی کند.

برای برطرف کردن این مشکل در IPV6، RFC4193 یک ID جهانی یکتا (۴۰بیت) مشخص می‌کند تا به صورت تصادفی به‌وسیلهٔ هر سازمان با استفاده از آدرس‌های جهانی یکتا تولید شود. خیلی غیر محتمل است که دو آدرس شبکه که از این طریق تولید شده‌اند یکسان باشند.

## استفاده خصوصی از آدرس‌های رزرو شده دیگر
آدرس‌هایی که غیر از بازه آدرس‌های خصوصی هستند در گذشته برای استفاده‌های آینده رزرو شده بودند. برخی از سازمان‌ها از آن‌ها برای کاربردهای شبکه‌های خصوصی برخلاف هشدارهای رسمی در مورد تصادم‌های آدرس ممکن در آینده استفاده کرده‌اند. معمولاً این آدرس‌ها رزرو شده در نظر گرفته نمی‌شوند. آدرس‌های ۲۴۰٫۰۰۰ تا ۲۵۴٫۰٫۰٫۰ برای استفاده آتی و تحقیق و گسترش مشخص شده‌اند.